# لويس فيغا دي كاسترو
لويس فيغا دي كاسترو (بالإنجليزية: Luis Vega De Castro)‏ هو فنان أمريكي، ولد في 4 أكتوبر 1944.